# Son rêve américain - Live au Beacon Theatre de New-York 2014
Lives par Johnny Hallyday
Singles
1. Deux sortes d'hommes (inédit studio 2014) - Tes tendres années - La terre promise - Nashville blues (inédits live New York 2014 - trois vinyles sont édités, proposant pour chaque disque en face B un titre différent)
Sortie : 9 octobre 2020

Son rêve américain - Live au Beacon Theatre de New-York 2014 est un album posthume enregistré en public de Johnny Hallyday, paru chez Warner le 23 octobre 2020. Il propose l'enregistrement, resté inédit jusqu'alors, du concert de l'artiste au Beacon Theatre de New York le 6 mai 2014.
L'album est également un disque de compilations proposant la bande originale du film À nos promesses, un documentaire réalisé par François Goetghebeur sur le road trip à moto en septembre 2016 de Johnny Hallyday entre La Nouvelle-Orléans et Los Angeles. Cette BO inclut des titres du chanteur (de sa période Warner) et propose un inédit studio, Deux sortes d'hommes, issu des sessions d'enregistrement de l'album Rester vivant (2014).

## Histoire
En 2014, Johnny Hallyday, dans le cadre du Born Rocker Tour (série de 16 concerts joués en juin, juillet et décembre 2013), effectue une tournée en Amérique du Nord, qui le conduit du 24 avril à Los Angeles (premier concert au Fonda Theatre (en)), au 15 juin à Dallas pour une ultime représentation au House of Blues,, à travers les États-Unis et le Canada.
Le mardi 6 juin, il chante pour la seconde fois au Beacon Theatre de New York,,, où son tour de chant s'achève (avant rappel), par un duo avec Jean Reno sur La musique que j'aime,. La sortie de l'album live à l'automne 2020, est accompagné par le DVD -U.S.A- réalisé par Pascal Duchêne qui propose des extraits du concert.
Johnny Hallyday et une dizaine d'amis biker proches, parmi lesquels Pierre Billon, Sébastien Farran et Maxim Nucci  [...], effectuent en septembre 2016 un road trip-road movie à moto, de La Nouvelle Orléans à Los Angeles, l'itinéraire à l'envers, afin d'avoir le soleil dans le dos, des protagonistes du film Easy Rider de Dennis Hopper. Un film est alors réalisé par François Goetghebeur, diffusé en DVD, en 2020, sous le titre « À nos promesses » et sa BOF de 21 titres (diffusé au format vinyle et CD), constitue le troisième volet de Son rêve américain. Ce volume propose, notamment une nouvelle version inédite du titre On s'habitue à tout (de l'album Rester vivant de 2014 ; le documentaire emprunte par ailleurs son titre à la chanson qui clos le disque) et une chanson inédite Deux sortes d'hommes, issue des sessions d'enregistrement de l'opus, dont la diffusion en singles Maxi 45 tours, le 9 octobre, précède la sortie de Son rêve américain,.
À sa demande, Maxime Nucci n'est pas présent sur les images du documentaire À nos promesses (ce qui imposa au réalisateur de revoir le montage du film) et les autres participants lors des témoignages rétrospectifs qui commentent l'aventure ne l'évoquent jamais afin de respecter son souhait,.
C'est peu après ce périple à moto que la maladie qui devait l'emporter en décembre 2017 a été diagnostiquée à Johnny Hallyday,. 

## Autour de l'album
- Trois singles au format Maxi 45 tours précèdent la sortie de Son rêve américain et paraissent le 9 octobre 2020 :

Maxi 45 tours (vinyle jaune) Warner 0190295179328 : Deux sortes d'hommes (inédit studio) - Tes tendres années (inédit live Beacon Theatre New York)
Maxi 45 tours (vinyle vert) Warner 0190295179335 : Deux sortes d'hommes - La terre promise (inédit live Beacon Theatre New York)
Maxi 45 tours (vinyle bleu) Warner 0190295183714 : Deux sortes d'hommes - Nashville blues (inédit live Beacon Theatre New York)
- Le 23 octobre 2020 Son rêve américain sort sous différents formats :

Coffret CD-DVD Warner 0190295247997 : Triple CD Live inédit Beacon Theatre de New-York 2014 (1 et 2) / BOF À nos promesses (CD 3) / DVD 1 À nos promesses / DVD 2 -U.S.A-
Double 33 tours Warner 0190295174019 Son rêve américain - La bande originale du film À nos promesses
Triple 33 tours Warner 0190295247911 Son rêve américain - Live au Beacon Theatre de New-York 2014
Coffret collector Warner 0190295247904 (réunissant toutes les éditions ci-dessus)

## Liste des titres

### Live au Beacon Theatre de New-York 2014
Volume 1
| No  | Titre                                                                  | Paroles                                     | Musique                         | Durée |
| --- | ---------------------------------------------------------------------- | ------------------------------------------- | ------------------------------- | ----- |
| 1.  | Je suis né dans la rue                                                 | Long Chris                                  | Mick Jones, Tommy Brown         | 5'46  |
| 2.  | Nashville blues (Nashville Blues)                                      | Pierre Billon, Johnny Hallyday (adaptation) | Felice Bryant, Boudleaux Bryant | 4'42  |
| 3.  | La terre promise (Promised Land)                                       | Michel Mallory (adaptation)                 | Chuck Berry                     | 3'32  |
| 4.  | Le pénitencier (The House of the Rising Sun)                           | Vline Buggy, Hugues Aufray (adaptation)     | Alan Price                      | 4'51  |
| 5.  | Diego libre dans sa tête                                               | Michel Berger                               | Michel Berger                   | 4'02  |
| 6.  | Quelque chose de Tennessee                                             | Michel Berger                               | Michel Berger                   | 4'22  |
| 7.  | Gabrielle (The King Is Dead)                                           | Long Chris, Patrick Larue (adaptation)      | Tony Cole (musician) (en)       | 7'55  |
| 8.  | L'idole des jeunes (Teenage Idol)                                      | Ralph Bernet (adaptation)                   | Jack Lewis                      | 2'38  |
| 9.  | Joue pas de rock'n'roll pour moi (Don't Play Your Rock 'n' Roll to Me) | Long Chris (adaptation)                     | Nicky Chinn, Mike Chapman       | 3'44  |
| 10. | I'm Gonna Sit Right Down and Cry (Over You)                            | Joe Thomas                                  | Howard Biggs (en)               | 2'16  |
| 11. | Tes tendres années (Tender Years)                                      | Ralph Bernet (adaptation)                   | Darrell Edwards                 | 2'49  |

Volume 2
| No  | Titre                                                 | Paroles                              | Musique                         | Durée |
| --- | ----------------------------------------------------- | ------------------------------------ | ------------------------------- | ----- |
| 1.  | Que je t'aime                                         | Gilles Thibaut                       | Jean Renard                     | 4'07  |
| 2.  | Hey Joe (Hey Joe)                                     | Gilles Thibaut (adaptation)          | Billy Roberts                   | 4'23  |
| 3.  | Voyage au pays des vivants                            | Long Chris                           | Mick Jones, Tommy Brown         | 4'22  |
| 4.  | 20 ans                                                | Christophe Miossec                   | David Ford (en)                 | 3'35  |
| 5.  | Fils de personne (avec Yarol Poupaud) (Fortunate Son) | Philippe Labro (adaptation)          | John Fogerty                    | 4'35  |
| 6.  | L'Envie                                               | Jean-Jacques Goldman                 | Jean-Jacques Goldman            | 5'15  |
| 7.  | L'amour à mort                                        | Christophe Miossec, Andres Karlegard | Marteen Karlegard, Mats Rubarth | 4'33  |
| 8.  | Dead or Alive                                         | Lonnie Donegan                       | Woody Guthrie                   | 3'47  |
| 9.  | La musique que j'aime (avec Jean Reno)                | Michel Mallory                       | Johnny Hallyday                 | 6'21  |
| 10. | L'Attente                                             | Christophe Miossec                   | Daran                           | 4'33  |

### Bande Originale du film À nos promesses
Volume 3
| No  | Titre                                                      | Paroles                                        | Musique                                                        | Durée |
| --- | ---------------------------------------------------------- | ---------------------------------------------- | -------------------------------------------------------------- | ----- |
| 1.  | Made in rock'n'roll (voix seule) (Let the Good Times Roll) | Pierre-Dominique Burgaud (adaptation)          | JD McPherson (en)                                              | 0'37  |
| 2.  | Rester vivant                                              | Isabelle Bernal                                | Yarol Poupaud                                                  | 4'38  |
| 3.  | À nos promesses                                            | Pierre Jouishomme, Francis White, Yodelice     | Pierre Jouishomme, Francis White, Yodelice                     | 359   |
| 4.  | Mon pays c'est l'amour                                     | Katia Landréas                                 | Yodelice                                                       | 2'44  |
| 5.  | On s'habitue à tout (mixage alternatif)                    | Valérie Véga                                   | Rémi Lacroix                                                   | 3'39  |
| 6.  | Au café de l'avenir                                        | Pierre Jouishomme, Jean-Michel Borne, Yodelice | Pierre Jouishomme, Jean-Michel Borne, Yodelice                 | 4'11  |
| 7.  | L'Amérique de William                                      | Jérôme Attal                                   | Yodelice                                                       | 2'58  |
| 8.  | 4m²                                                        | Pierre-Yves Lebert                             | Yodelice                                                       | 3'28  |
| 9.  | De l'amour                                                 | Christophe Miossec                             | Yodelice                                                       | 4'00  |
| 10. | Un tableau de Hopper                                       | Emmanuelle Cosso, Jérome Attal                 | Daran                                                          | 4'01  |
| 11. | L'amour me fusille                                         | Aurélie Saada                                  | Yodelice                                                       | 3'53  |
| 12. | Tomber encore                                              | Boris Lanneau                                  | Yodelice, Yarol Poupaud                                        | 3'31  |
| 13. | J'en parlerai au diable                                    | Pierre Jouishomme                              | Yodelice                                                       | 3'40  |
| 14. | J'ai ce que j'ai donné                                     | Pierre-Dominique Burgaud                       | Yodelice                                                       | 3'40  |
| 15. | Deux sortes d'hommes (inédit)                              | Pierre-Yves Lebert                             | Daran                                                          | 3'26  |
| 16. | Mon cœur qui bat                                           | Christophe Miossec                             | Yodelice                                                       | 3'30  |
| 17. | Monument Valley                                            | Christian Lejale                               | Yvan Cassar, Laurent Vernerey                                  | 3'57  |
| 18. | Une lettre à l'enfant que j'étais                          | Pierre Jouishomme                              | Francis White, Yodelice                                        | 3'35  |
| 19. | 20 ans                                                     | Christophe Miossec                             | David Ford (en)                                                | 3'37  |
| 20. | Prière pour un ami                                         | Christophe Miossec                             | Yvan Cassar, Régis Ceccarelli, Rémi Le Pennec, Blair Mackichan | 5'01  |
| 21. | Made in rock'n'roll (Let the Good Times Roll)              | Pierre-Dominique Burgaud (adaptation)          | JD McPherson (en)                                              | 3'00  |

## Les musiciens
Live au Beacon Theatre de New-York 2014
- Direction musicale : Yarol Poupaud
- guitare, voix : Yarol Poupaud
- guitare : Robin Le Mesurier
- basse : Fred Jimenez
- batterie : Geoffrey Dugmore
- harmonica : Greg Zlap
- piano, claviers, voix : Alain Lanty
- orgue, claviers : Fred Scamps
- Chœurs : Carmel Gaddys, Briana Lee